# Tarpa, Szabolcs-Szatmár-Bereg
Tarpa  este un sat în districtul Vásárosnamény, județul Szabolcs-Szatmár-Bereg, Ungaria, având o populație de 2.202 locuitori (2011). 

## Demografie
Componența etnică a satului Tarpa
     Maghiari (85,79%)
     Romi (12,86%)
     Ucraineni (1,07%)
     Alții (0,28%)
Componența confesională a satului Tarpa
     Reformați (68,21%)
     Romano-catolici (4,5%)
     Fără religie (2,54%)
     Greco-catolici (1,82%)
     Necunoscută (22,93%)
     Alte religii (1,45%)
Conform recensământului din 2011, satul Tarpa avea 2.202 locuitori. Din punct de vedere etnic, majoritatea locuitorilor (85,79%) erau maghiari, existând și minorități de romi (12,86%) și ucraineni (1,07%).  Din punct de vedere confesional, majoritatea locuitorilor (68,21%) erau reformați, existând și minorități de romano-catolici (4,5%), persoane fără religie (2,54%) și greco-catolici (1,82%). Pentru 22,93% din locuitori nu este cunoscută apartenența confesională.